# NGC 3046
NGC 3046 је ознака објекта на координатама са ректансцензијом 9h 53m 20,0s и деклинацијом - 27° 19" 54'. Открио га је Џон Хершел, 24. марта 1835. Каснијим посматрањима на том положају није уочен никакав астрономски објекат.